# Singapore Premier League 2023
Die Singapore Premier League 2023, aus Sponsorgründen auch als AIA Singapore Premier League bekannt, war die 6. Spielzeit der höchsten singapurischen Fußballliga seit der Ligareform 2018. Organisiert wurde der Wettbewerb vom singapurischen Fußballverband. Die Saison begann am 24. Februar 2023 und endete am 15. September 2023. Titelverteidiger war Albirex Niigata (Singapur).

## Mannschaften
| Mannschaft                 | Standort  | Stadion                           | Kapazität |
| -------------------------- | --------- | --------------------------------- | --------- |
| Albirex Niigata (Singapur) | Jurong    | Jurong East Stadium               | 2.700     |
| Balestier Khalsa           | Toa Payoh | Bishan Stadium                    | 6.254     |
| Brunei DPMM FC             | Brunei    | Hassanal Bolkiah National Stadium | 28.000    |
| Geylang International      | Tampines  | Our Tampines Hub                  | 5.000     |
| Hougang United             | Kallang   | Jalan Besar Stadium               | 6.000     |
| Lion City Sailors          | Kallang   | Bishan Stadium                    | 6.254     |
| Tampines Rovers            | Tampines  | Our Tampines Hub                  | 5.000     |
| Tanjong Pagar United       | Jurong    | Jurong East Stadium               | 2.700     |
| Young Lions                | Kallang   | Jalan Besar Stadium               | 6.000     |

## Ausländische Spieler
Albirex Niigata kann eine unbegrenzte Anzahl singapurischer Spieler für die neue Saison melden.
| Mannschaft                 | Spieler 1                             | Spieler 2                                                               | Spieler 3                                                         | AFC Spieler     | U21 Spieler                   | Unregistrierte Spieler | Ehemalige Spieler                                                 |
| -------------------------- | ------------------------------------- | ----------------------------------------------------------------------- | ----------------------------------------------------------------- | --------------- | ----------------------------- | ---------------------- | ----------------------------------------------------------------- |
| Albirex Niigata (Singapur) | Hassan SunnyÜ23 Hyrulnizam Juma'atÜ23 | Nicky Melvin Singh Zamani Zamri Shakthi Vinayagavijayan Hilman Norhisam | Firman Nabil Jarrel Ong Jia Wei Kenji Austin Junki Kenn Yoshimura |                 |                               |                        | Kai Yamamoto                                                      |
| Balestier Khalsa           | Alen Kozar                            | Shuhei Hoshino                                                          | Ryōya Taniguchi                                                   | Masahiro Sugita | Max McCoy                     |                        | Conor MacKay                                                      |
| Brunei DPMM FC             | Andrej Warankou                       | Ángel Martínez                                                          | Kristijan Naumovski                                               | Farshad Noor    |                               |                        | Josip Balić Akmal Tursunbaev                                      |
| Geylang International      | Vincent Bezecourt                     | Takahiro Tezuka                                                         | Rio Sakuma                                                        | Yūshi Yamaya    | Zach Whitehouse               |                        |                                                                   |
| Hougang United             | Kristijan Krajček                     | Djordje Maksimovic                                                      | Naoki Kuriyama                                                    | Kazuma Takayama |                               |                        | Brian Ferreira                                                    |
| Lion City Sailors          | Diego Lopes                           | Maxime Lestienne                                                        | Richairo Živković                                                 | Bailey Wright   | Nils Vandersmissen            |                        | Obren Kljajic Kōdai Tanaka Súper Bernie Ibini-Isei Pedro Henrique |
| Tampines Rovers            | Boris Kopitović                       | Miloš Zlatković                                                         | Shuya Yamashita                                                   | Kyōga Nakamura  | Neel Manoj Nannat             |                        |                                                                   |
| Tanjong Pagar United       | Pedro Dias                            | Mirko Šugić                                                             | Marin Mudražija                                                   | Blake Ricciuto  | George Thomas Charlie Traynor |                        |                                                                   |
| Young Lions                | Kan Kobayashi                         | Jun Kobayashi                                                           | Amiruldin Asraf                                                   |                 |                               |                        |                                                                   |

## Tabellen

### Abschlusstabelle
Stand: Saisonende 2023
| Pl. | Verein                         | Sp. | S  | U | N  | Tore    | Diff. | Punkte |
| --- | ------------------------------ | --- | -- | - | -- | ------- | ----- | ------ |
| 1.  | Albirex Niigata (Singapur) (M) | 24  | 20 | 2 | 2  | 086:200 | +66   | 62     |
| 2.  | Lion City Sailors              | 24  | 17 | 3 | 4  | 079:390 | +40   | 54     |
| 3.  | Tampines Rovers                | 24  | 14 | 6 | 4  | 047:320 | +15   | 48     |
| 4.  | Balestier Khalsa               | 24  | 12 | 0 | 12 | 060:710 | −11   | 36     |
| 5.  | Geylang International          | 24  | 10 | 3 | 11 | 041:520 | −11   | 33     |
| 6.  | Hougang United                 | 24  | 9  | 2 | 13 | 037:570 | −20   | 29     |
| 7.  | Brunei DPMM FC (N)             | 24  | 6  | 5 | 13 | 039:430 | −4    | 23     |
| 8.  | Tanjong Pagar United           | 24  | 6  | 3 | 15 | 039:620 | −23   | 21     |
| 9.  | Young Lions                    | 24  | 1  | 2 | 21 | 024:760 | −52   | 05     |

| Zum Saisonende 2023:                                                            |
| Singapurischer Meister Teilnahme an der Gruppenphase der AFC Champions League 2 |

| Zum Saisonende 2022: |                                                 |
| (M)                  | Amtierender Meister: Albirex Niigata (Singapur) |

| Anmerkung: Die ausländischen Vereine Albirex Niigata (Singapur) und Brunei DPMM FC sowie die Young Lions können sich nicht für internationale Spiele qualifizieren. |

### Heimtabelle
Stand: Saisonende 2023
| Pl. | Verein                     | Sp. | S  | U | N | Tore    | Diff. | Punkte |
| --- | -------------------------- | --- | -- | - | - | ------- | ----- | ------ |
| 1.  | Albirex Niigata (Singapur) | 12  | 11 | 0 | 1 | 043:700 | +36   | 33     |
| 2.  | Lion City Sailors          | 12  | 10 | 1 | 1 | 035:140 | +21   | 31     |
| 3.  | Tampines Rovers            | 12  | 6  | 3 | 3 | 024:190 | +5    | 21     |
| 4.  | Geylang International      | 12  | 5  | 1 | 6 | 029:700 | +22   | 16     |
| 5.  | Balestier Khalsa           | 12  | 4  | 0 | 8 | 027:390 | −12   | 12     |
| 6.  | Brunei DPMM FC             | 12  | 3  | 2 | 7 | 023:240 | −1    | 11     |
| 7.  | Tanjong Pagar United       | 12  | 3  | 2 | 7 | 018:300 | −12   | 11     |
| 8.  | Hougang United             | 12  | 3  | 2 | 7 | 015:330 | −18   | 11     |
| 9.  | Young Lions                | 12  | 1  | 2 | 9 | 015:350 | −20   | 05     |

### Auswärtstabelle
Stand: Saisonende 2023
| Pl. | Verein                     | Sp. | S | U | N  | Tore    | Diff. | Punkte |
| --- | -------------------------- | --- | - | - | -- | ------- | ----- | ------ |
| 1.  | Albirex Niigata (Singapur) | 12  | 9 | 2 | 1  | 043:130 | +30   | 29     |
| 2.  | Tampines Rovers            | 12  | 8 | 3 | 1  | 023:130 | +10   | 27     |
| 3.  | Balestier Khalsa           | 12  | 8 | 0 | 4  | 033:320 | +1    | 24     |
| 4.  | Lion City Sailors          | 12  | 7 | 2 | 3  | 044:250 | +19   | 23     |
| 5.  | Hougang United             | 12  | 6 | 0 | 6  | 022:240 | −2    | 18     |
| 6.  | Geylang International      | 12  | 5 | 2 | 5  | 019:230 | −4    | 17     |
| 7.  | Brunei DPMM FC             | 12  | 3 | 3 | 6  | 016:190 | −3    | 12     |
| 8.  | Tanjong Pagar United       | 12  | 3 | 1 | 8  | 021:320 | −11   | 10     |
| 9.  | Young Lions                | 12  | 0 | 0 | 12 | 009:410 | −32   | 0      |

## Ergebnisse
Die Kreuztabelle stellt die Ergebnisse aller Spiele dieser Saison dar. Die Heimmannschaft ist in der linken Spalte, die Gastmannschaft in der oberen Zeile aufgelistet.

### Spieltag 1 bis 16
| Saison 2023                | ALN | BAL | GEY | HOU | LCS | TAR | TPU | YLI | DPM |
| -------------------------- | --- | --- | --- | --- | --- | --- | --- | --- | --- |
| Albirex Niigata (Singapur) |     | 6:2 | 3:0 | 2:0 | 4:0 | 0:1 | 4:0 | 3:0 | 2:0 |
| Balestier Khalsa           | 1:6 |     | 2:3 | 2:3 | 4:5 | 1:3 | 4:3 | 3:1 | 3:2 |
| Geylang International      | 1:6 | 3:0 |     | 2:1 | 1:2 | 1:1 | 2:3 | 4:2 | 2:0 |
| Hougang United             | 0:5 | 1:3 | 3:2 |     | 0:5 | 1:1 | 1:2 | 3:0 | 0:3 |
| Lion City Sailors          | 3:2 | 3:0 | 3:0 | 3:0 |     | 1:1 | 3:1 | 4:1 | 3:1 |
| Tampines Rovers            | 1:1 | 2:3 | 1:1 | 2:0 | 4:3 |     | 3:0 | 1:0 | 2:0 |
| Tanjong Pagar United       | 0:2 | 2:4 | 2:0 | 1:3 | 1:7 | 0:2 |     | 2:1 | 1:1 |
| Young Lions                | 2:4 | 1:3 | 0:2 | 2:1 | 1:1 | 0:3 | 3:4 |     | 2:2 |
| Brunei DPMM FC             | 0:2 | 3:4 | 1:3 | 2:3 | 3:3 | 0:1 | 2:1 | 6:0 |     |

### Spieltag 17 bis 24
| Saison 2023                | ALN | BAL | GEY | HOU | LCS | TAR | TPU | YLI | DPM |
| -------------------------- | --- | --- | --- | --- | --- | --- | --- | --- | --- |
| Albirex Niigata (Singapur) |     | –   | –   | 5:0 | 3:1 | 6:3 | –   | 5:0 | –   |
| Balestier Khalsa           | 1:5 |     | –   | 1:3 | –   | 1:3 | –   | 4:2 | –   |
| Geylang International      | 1:6 | 2:6 |     | 0:2 | –   | –   | –   | 3:0 | –   |
| Hougang United             | –   | –   | –   |     | 2:8 | 0:1 | 3:3 | –   | 1:0 |
| Lion City Sailors          | –   | 5:2 | 3:1 | –   |     | –   | 3:2 | –   | 1:3 |
| Tampines Rovers            | –   | –   | 2:3 | –   | 2:5 |     | 2:1 | –   | 2:2 |
| Tanjong Pagar United       | 2:3 | 2:3 | 2:2 | –   | –   | –   |     | 3:2 | –   |
| Young Lions                | –   | –   | –   | 2:6 | 0:4 | 2:3 | –   |     | 0:2 |
| Brunei DPMM FC             | 1:1 | 2:3 | 1:2 | –   | –   | –   | 2:1 | –   |     |

## Torschützenliste
Saisonende 2023
| Platz | Spieler           | Mannschaft                 | Tore |
| ----- | ----------------- | -------------------------- | ---- |
| 1.    | Maxime Lestienne  | Lion City Sailors          | 25   |
| 2.    | Ryōya Taniguchi   | Balestier Khalsa           | 23   |
| 3.    | Seia Kunori       | Albirex Niigata (Singapur) | 21   |
| 4.    | Boris Kopitović   | Tampines Rovers            | 17   |
| 5.    | Keito Komatsu     | Albirex Niigata (Singapur) | 13   |
| 6.    | Hakeme Yazid Said | Brunei DPMM FC             | 12   |
| 7.    | Tadanari Lee      | Albirex Niigata (Singapur) | 11   |
| 7.    | Shuhei Hoshino    | Balestier Khalsa           | 11   |
| 9.    | Yūshi Yamaya      | Geylang International      | 10   |
| 9.    | Rasaq Akeem       | Lion City Sailors          | 10   |
| 9.    | Shawal Anuar      | Lion City Sailors          | 10   |
| 12.   | Andrej Warankou   | Brunei DPMM FC             | 9    |
| 12.   | Kristijan Krajček | Hougang United             | 9    |
| 12.   | Faris Ramli       | Tampines Rovers            | 9    |
| 12.   | Marin Mudražija   | Tanjong Pagar United       | 9    |
| 16.   | Diego Lopes       | Lion City Sailors          | 8    |
| 16.   | Riku Fukashiro    | Albirex Niigata (Singapur) | 8    |
| 16.   | Shuto Komaki      | Albirex Niigata (Singapur) | 8    |
| 16.   | Daniel Goh        | Balestier Khalsa           | 8    |
| 20.   | Vincent Bezecourt | Geylang International      | 7    |
| 20.   | Yasir Hanapi      | Tampines Rovers            | 7    |

## TOP Assists
Stand: Saisonende 2023
| Platz | Name              | Mannschaft                 | Assists |
| ----- | ----------------- | -------------------------- | ------- |
| 1.    | Maxime Lestienne  | Lion City Sailors          | 21      |
| 2.    | Diego Lopes       | Lion City Sailors          | 13      |
| 3.    | Shuhei Hoshino    | Balestier Khalsa           | 12      |
| 4.    | Shuto Komaki      | Albirex Niigata (Singapur) | 10      |
| 4.    | Seia Kunori       | Albirex Niigata (Singapur) | 10      |
| 6.    | Joel Chew         | Tampines Rovers            | 9       |
| 6.    | Kristijan Krajček | Hougang United             | 9       |
| 8.    | Shodai Yokoyama   | Albirex Niigata (Singapur) | 8       |
| 8.    | Asahi Yokokawa    | Albirex Niigata (Singapur) | 8       |
| 10.   | Yūshi Yamaya      | Geylang International      | 7       |
| 10.   | Adam Swandi       | Lion City Sailors          | 7       |
| 12.   | Tadanari Lee      | Albirex Niigata (Singapur) | 6       |
| 12.   | Riku Fukashiro    | Albirex Niigata (Singapur) | 6       |
| 14.   | Ryōya Taniguchi   | Balestier Khalsa           | 5       |
| 14.   | Wai Loon Ho       | Balestier Khalsa           | 5       |
| 14.   | Daniel Goh        | Balestier Khalsa           | 5       |
| 14.   | Hakeme Yazid Said | Brunei DPMM FC             | 5       |
| 14.   | Takahiro Tezuka   | Geylang International      | 5       |
| 14.   | Kan Kobayashi     | Young Lions                | 5       |

## Weiße Weste (Clean Sheets)
Stand: Saisonende 2023
| Platz | Spieler                 | Mannschaft                 | Clean sheets |
| ----- | ----------------------- | -------------------------- | ------------ |
| 1.    | Hassan Sunny            | Albirex Niigata (Singapur) | 9            |
| 2.    | Syazwan Buhari          | Tampines Rovers            | 8            |
| 3.    | Zharfan Rohaizad        | Lion City Sailors          | 5            |
| 4.    | Hafiz Ahmad             | Geylang International      | 3            |
| 4.    | Zaiful Nizam            | Hougang United             | 3            |
| 6.    | Kai Yamamoto            | Albirex Niigata (Singapur) | 1            |
| 6.    | Hyrulnizam Juma'at      | Albirex Niigata (Singapur) | 1            |
| 6.    | Haimie Abdullah Nyaring | Brunei DPMM FC             | 1            |
| 6.    | Kristijan Naumovski     | Brunei DPMM FC             | 1            |
| 6.    | Rudy Khairullah         | Geylang International      | 1            |
| 6.    | Ridhuan Barudin         | Tampines Rovers            | 1            |
| 6.    | Kenji Syed Rusydi       | Tanjong Pagar United       | 1            |

## Hattricks
| Spieler          | Verein                     | Gegnerischer Verein   | Ergebnis | Datum          |
| ---------------- | -------------------------- | --------------------- | -------- | -------------- |
| Ryōya Taniguchi  | Balestier Khalsa           | Brunei DPMM FC        | 6:0 (H)  | 10. März 2023  |
| Seia Kunori      | Albirex Niigata (Singapur) | Balestier Khalsa      | 6:1 (A)  | 5. April 2023  |
| Andrej Warankou  | Brunei DPMM FC             | Lion City Sailors     | 3:3 (H)  | 13. Mai 2023   |
| Amy Recha        | Hougang United             | Brunei DPMM FC        | 3:2 (A)  | 7. Juni 2023   |
| Maxime Lestienne | Lion City Sailors          | Young Lions           | 4:0 (A)  | 7. Juli 2023   |
| Keito Komatsu    | Albirex Niigata (Singapur) | Young Lions           | 5:0 (H)  | 22. Juli 2023  |
| Seia Kunori 4    | Albirex Niigata (Singapur) | Geylang International | 6:1 (A)  | 3. August 2023 |
| Maxime Lestienne | Lion City Sailors          | Tampines Rovers       | 5:2 (A)  | 4. August 2023 |

4 Vier Tore in einem Spiel